# Vaux-Lavalette
Vaux-Lavalette is een gemeente in het Franse departement Charente (regio Nouvelle-Aquitaine) en telt 99 inwoners (2009). De plaats maakt deel uit van het arrondissement Angoulême.

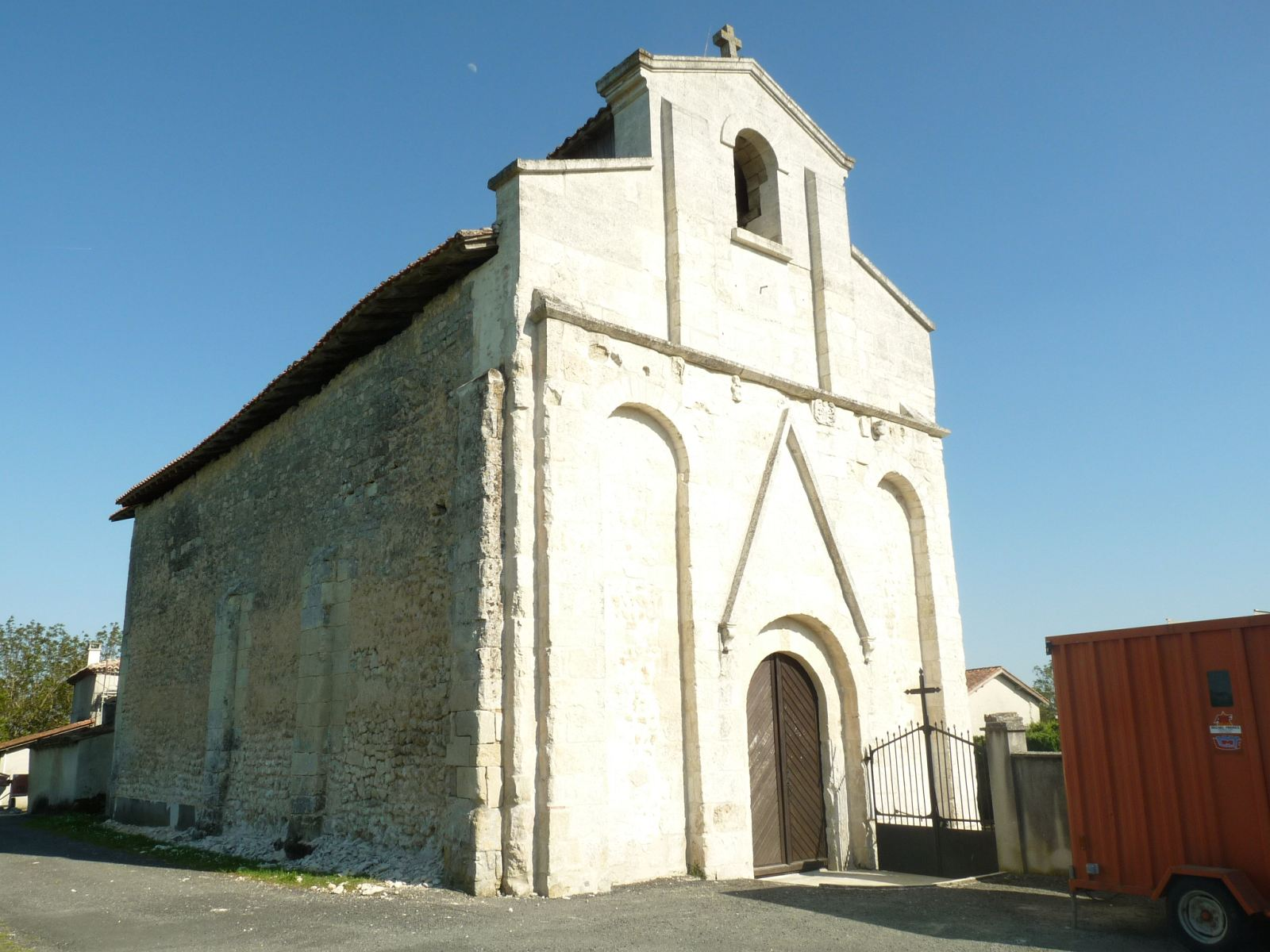
Kerk in Vaux-Lavalette
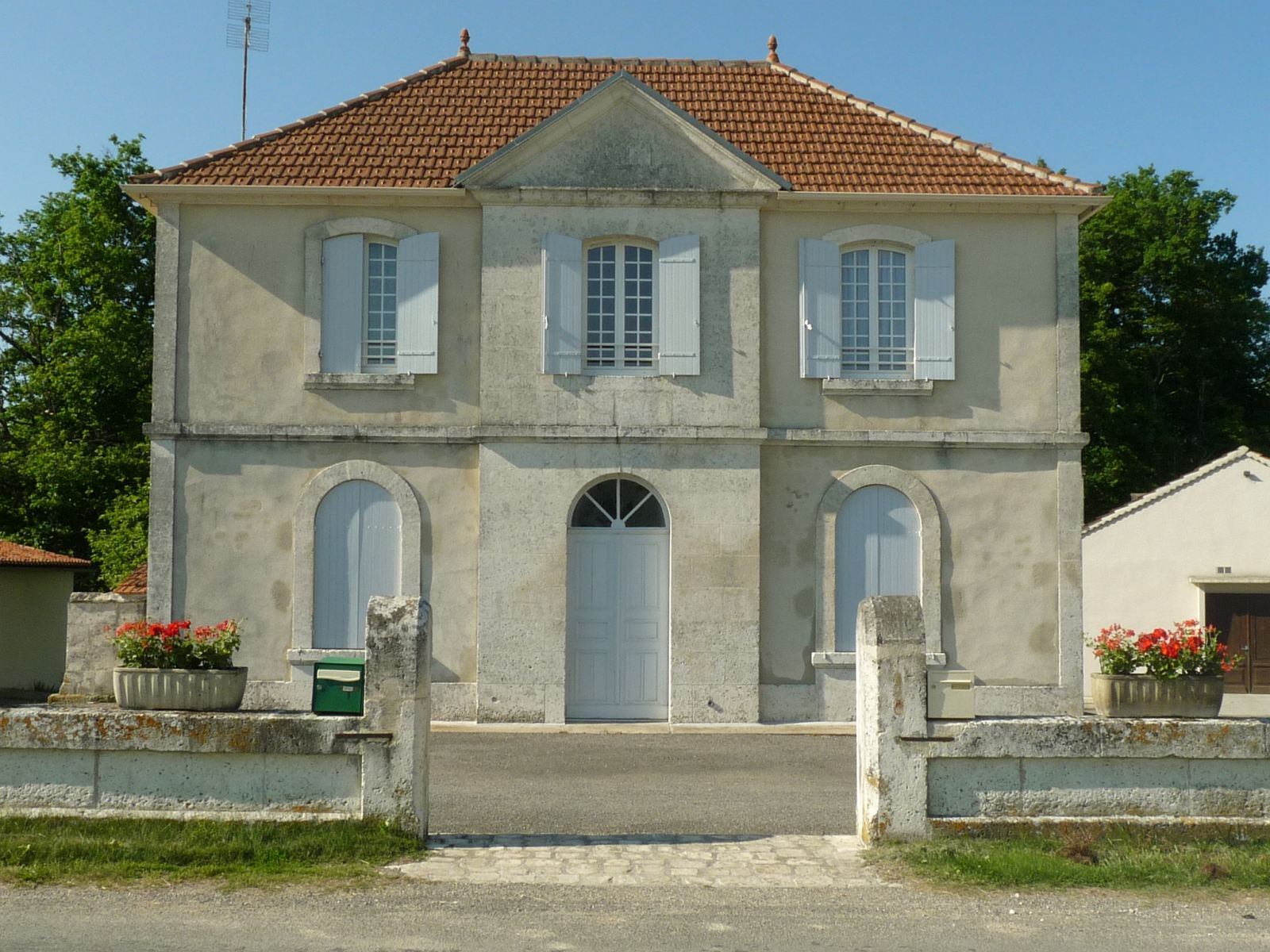
Gemeentehuis

## Geografie
De oppervlakte van Vaux-Lavalette bedraagt 6,6 km², de bevolkingsdichtheid is dus 15 inwoners per km².
De onderstaande kaart toont de ligging van Vaux-Lavalette met de belangrijkste infrastructuur en aangrenzende gemeenten.

## Demografie
Onderstaande figuur toont het verloop van het inwonertal (bron: INSEE-tellingen).